# Купчичі
Ку́пчичі — село в Україні, у Сосницькій селищній громаді Корюківського району Чернігівської області. Населення становить 227 осіб. До 2020 орган місцевого самоврядування — Змітнівська сільська рада.

## Населення

### Мова
Розподіл населення за рідною мовою за даними перепису 2001 року:
| Мова       | Кількість | Відсоток |
| ---------- | --------- | -------- |
| українська | 222       | 97.8%    |
| російська  | 5         | 2.2%     |
| Усього     | 227       | 100%     |

## Символіка
На гербі зображений вітряк, з боків від якого зображені 2 капшуки з грошима що символізує назву села (герб є напівпромовистим). Внизу зображена Десна і підкова, що нагадує одну заток річки.

## До історії
Давнє поселення на купках-горбах над р. Десною. У 1664 р. селом володів сотник Дорошенко Іван. За переписом 1666 р. налічувалося 18 податкових дворів. Дочка Андрія Дорошенко була одружена з волинським сотником Михайлом Купчинським. На початку 18 ст. - 25 дворів. З 1720 р. у власності сосницького сотника Василя Оболонського. За реєстром 1732 р. - церква, школа, шпиталь. У 1781 р. - 53 хати, церква і маєтність майора Тинкова. 1810 р. - 250 ревізьких душ.
1885 р. - 442 жителі у 77 дворах, церква, постоялка. За переписом 1897 р. - 96 дворів, 529 жителів. У 1924 р. - 114 дворів і 619 жителів. Місцева пам'ятка - старий Купчичський млин. 2014р. - 182 жителі.
Під час Німецько-радянської війни нацистські окупанти спалили повністю село. Дата знищення: 12–13 вересня 1943 р. («Боевое знамя») або 10 вересня 1943 р. (Книга Скорботи України). Виконавець злочину: каральне формування окупантів. Кількість загиблих: 46 жителів (Хронологічний довідник) або 83 особи разом сіл Купчичі та Змітнів, з них поіменно встановлено 48 жертв (Книга Скорботи України). Кількість знищених дворів або будинків: частково знищено: 168 дворів разом сіл Купчичі та Змітнів
12 червня 2020 року, відповідно до розпорядження Кабінету Міністрів України № 730-р «Про визначення адміністративних центрів та затвердження територій територіальних громад Чернігівської області», увійшло до складу Сосницької селищної громади.
19 липня 2020 року, в результаті адміністративно-територіальної реформи та ліквідації Сосницького району, увійшло до складу Корюківського району Чернігівської області.

## Вітряк

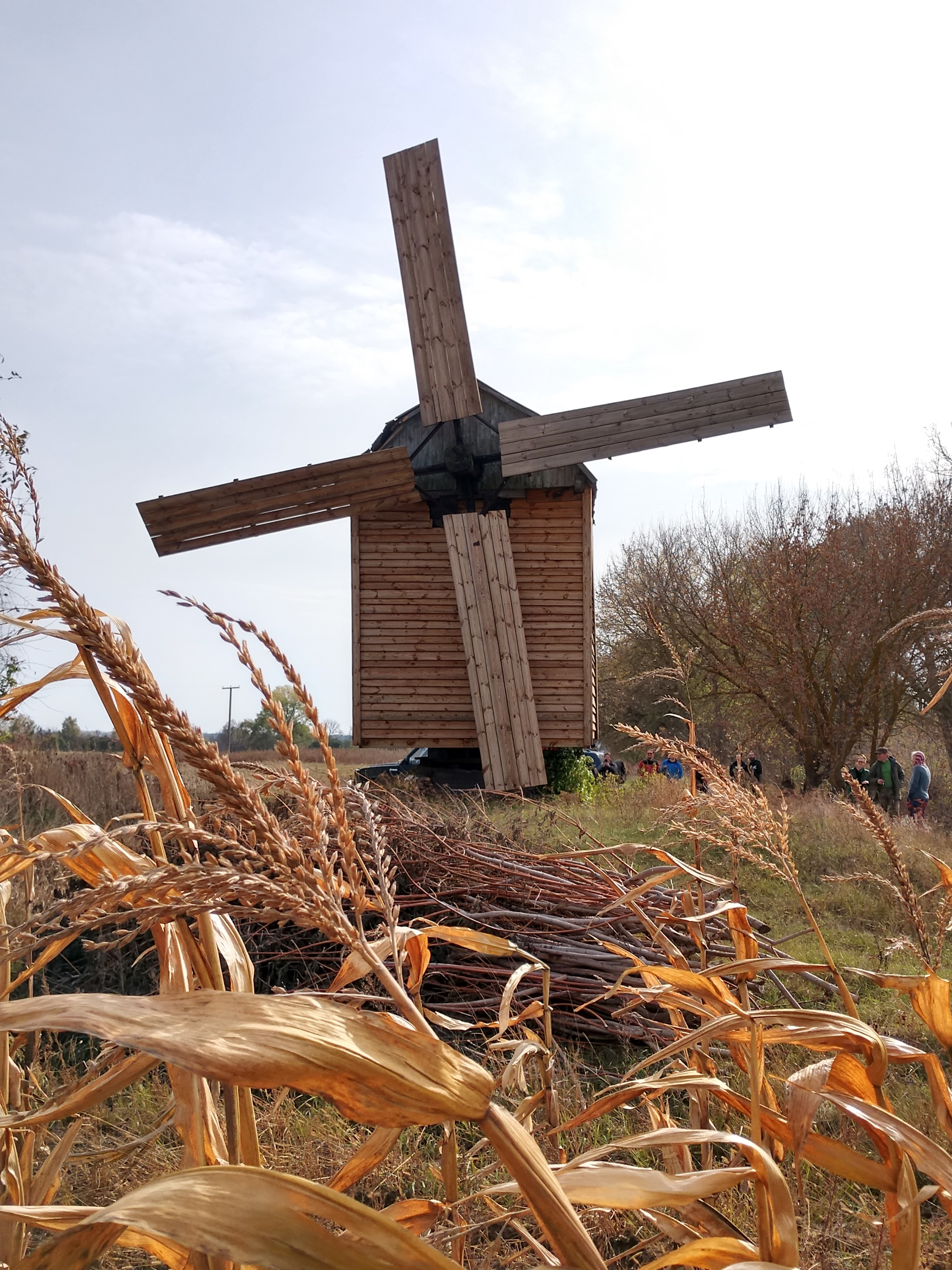
Діючий вітряк у селі, 2019 рік

У 1914 (за іншими даними у 1917) на околиці села збудовано вітряний млин. Його було пошкоджено під час другої світової війни. На початку 1990-х років колгосп "Родина" частково відремонтував вітряк.
Млин ремонтувався і в 2018. Сьогодні він є пам'яткою селянського побуту, символом Купчич.

## Відомі люди
Савицькиий В'ячеслав Олександрович—український військовослужбовець, учасник російсько-української війни